# P.S.愛してる!
『P.S.愛してる!』（ピーエスあいしてる）は、1994年4月10日から2001年9月30日まで中京テレビで放送されていたグルメバラエティ番組である。

## 概要

### グルメ情報への特化
この番組は、当初は前身番組『ヴィヴィアン』からの流れで、20代・30代の女性層をターゲットにした幅広い内容を取り扱う情報番組として放送されていた。司会も同様に、関東を活動拠点とする高田純次と関西を活動拠点とする上沼恵美子の2人を起用していたが、その後間もなくして東海3県各地の飲食店情報のみを取り扱うグルメ情報番組として放送されるようになった。その後も上沼が名古屋でコンサートを行う模様の密着取材や、アシスタントの恩田千佐子の出産ドキュメントなどを放送することもあったが、基本的にはグルメ情報の紹介を優先していた。グルメリポートは主に中京テレビの若手アナウンサーたちが担当していたが、放送末期においては著名なタレントをゲストに招いてのグルメリポートもよく行われていた。稀に俳優がグルメリポートに訪れる回もあったが、基本的にはドロンズ、ダチョウ倶楽部、出川哲朗、Take2のようなお笑い芸人たちが訪れていた。
1995年・1996年・1997年には毎週20%前後の視聴率をキープしていた。最高視聴率は25.1%を記録している。

### 番組の終了
2001年秋、上沼恵美子が大阪での仕事を優先させるという理由から番組を降板。それと同時に、番組自体も『PS』とタイトルを変えてリニューアルし、発展解消するという形で終了した。高田純次はこの後継番組でも司会を続投し、そして新たに柴田理恵と加藤晴彦がスタジオレギュラーに参入した。なお、『P.S.愛してる!』名義での最終回では、当初は7年半にわたって番組の人気確立に貢献した上沼の労をねぎらう特別企画が放送される予定だったが、上沼の意向により普段通りのテーマに沿った内容を放送した後、最後の数分間の高田とのトークで上沼自身が番組降板の挨拶をするという形に変更された。
なお、上沼・高田コンビはこの7年半後に読売テレビと共同制作で放送する番組『愛の修羅バラ!』→『気になる情報のウラのウラ 上沼・高田のクギズケ!』で再びコンビを組むことになる。

### 台湾での放送
この番組は、台湾の「國興衛視」（国興テレビ）でも『千萬風情』というタイトルで放送された。現地のアナウンサーや声優による吹き替えではなく、日本語音声のまま字幕付きで放送され、台湾では数少ない名古屋の観光情報を取り扱う番組として重宝されていた。なお『PS』シリーズの最新作にあたる『PS純金』（ピーエスゴールド。2015年4月から放送中）も、台湾のケーブルテレビ局「緯來日本台」（ビデオランド社）で放送が続けられている。

## 放送時間
いずれも日本標準時。
- 日曜 22:30 - 23:30 （1994年4月10日 - 1996年4月14日）
- 日曜 22:30 - 23:24 （1996年4月21日 - 2001年9月30日） - ミニ番組枠の復活に伴い、放送枠が6分縮小。

## 出演者

### スタジオレギュラー
- 高田純次
- 上沼恵美子
- 恩田千佐子（中京テレビアナウンサー） - アシスタントおよびグルメリポートを担当。1997年10月から産休を取って一時降板していた時期を除き、ほぼ全期間にわたって出演していた。
- 板谷学（当時中京テレビアナウンサー） - アシスタントおよびグルメリポートを担当。放送中期以降は、直後の時間帯に放送される広報ミニ番組『それ行け!チンタイくん』および『Chu!サイト』にも出演していた。
- 前田麻衣子（中京テレビアナウンサー） - アシスタントおよびグルメリポートを担当。

### レギュラーリポーター
- 緒方喜子（当時中京テレビアナウンサー）
- 加藤亜希子（当時中京テレビアナウンサー）
- 安部まみこ（当時中京テレビアナウンサー）
- 本田恵美（当時中京テレビアナウンサー）
- 本多小百合（当時中京テレビアナウンサー）

## スタッフ
- ナレーター - 辻村時滋
- 構成 - 喰始、野口佳久、高橋真裕美、浅野範子
- 技術 - 木村光昭、川本哲也
- 技術協力 - 中京テレビ映像企画、中京ビデオセンター
- 取材ディレクター - 深谷浩規、池内康浩
- 演出 - 杉山一郎、畑中美香
- プロデューサー - 伊豫田祐司
- 制作著作 - 中京テレビ

## エンディングテーマ
- 誰でもない君へ（江口洋介）
- 貴方にとどくまで（ベット・ミドラー）
- 空の鏡（松たか子）
- 春夏秋冬（上沼恵美子）
- with pleasure （中嶋瑠美）
- ほか

## 出版物

### 書籍
- るるぶシェフダス P.S.愛してる!とっておき265軒（1999年4月発行、出版社 - JTB、ISBN 4-533-03188-9）
- るるぶシェフダス2 まだまだあった!P.S.絶賛のグルメ店!とっておいた235軒（1999年12月発行、出版社 - JTB、ISBN 4-533-03356-3）

### CD
- P.S.愛してる!オリジナルバレンタインソング P.S.バレンタインに（歌 - 板谷学・半田佳子）
- P.S.愛してる! （歌 - 高田純次・上沼恵美子、レーベル - ポリスター）